# 대니엘라 모네이
대니엘라 모네이(영어: Daniella Monet, 1989년 3월 1일 ~ )는 미국의 배우, 가수이다.

## 출연 작품
- 티미의 못말리는 크리스마스 (2012)
- 캠프 프레드 (2012)
- 빅토리어스 시즌4 (2012)
- 빅토리어스 시즌3 (2012)
- 빅토리어스 시즌2 (2011)
- 프레드 2: 나이트 오브 더 리빙 프레드 (2011)
- 히어즈 더 키커 (2011)
- 티미의 못말리는 무비 : 티미가 커졌어요 (2011)
- 빅토리어스 (2010)
- 테이킹 5 (2007)
- 낸시 드류 (2007)
- 사이몬 세이즈 (2006)
- 팔로우 유어 하트 (1998)